# Ломія
Ломія (пол. Łomia) — село в Польщі, у гміні Ліповець-Косьцельний Млавського повіту Мазовецького воєводства.
Населення — 734 особи (2011).
У 1975-1998 роках село належало до Цехановського воєводства.

## Демографія
Демографічна структура станом на 31 березня 2011 року:
|          | Загалом | Допрацездатний вік | Працездатний вік | Постпрацездатний вік |
| -------- | ------- | ------------------ | ---------------- | -------------------- |
| Чоловіки | 359     | 79                 | 245              | 35                   |
| Жінки    | 375     | 95                 | 203              | 77                   |
| Разом    | 734     | 174                | 448              | 112                  |